# Adjakpodji
 (mars 2025).
Si vous disposez d'ouvrages ou d'articles de référence ou si vous connaissez des sites web de qualité traitant du thème abordé ici, merci de compléter l'article en donnant les références utiles à sa vérifiabilité et en les liant à la section « Notes et références ».
Adjakpodji est une petite ville du Togo.

## Géographie
Adjakpodji est situé à environ 43 Km d'Atakpamé, dans la préfecture d'Amou, région des plateaux. Elle est une localité située du Togo, à une altitude d'environ 516 mètres au-dessus du niveau de la mer.  Les coordonnées géographiques de la localité sont 7°46'0" de latitude Nord et 0°49'0" de longitude Est.

## Lieux publics
- École primaire (EPP ADJAKPODJI)
- Terrain de football